# Dalmatinische Insektenblume
Die Dalmatinische Insektenblume (Tanacetum cinerariifolium), auch Insektenpulverkraut oder Insektenpulverpflanze genannt, ist eine Pflanzenart aus der Gattung der Wucherblumen (Tanacetum) innerhalb der Familie der Korbblütler (Asteraceae), mit natürlichem Verbreitungsgebiet auf der Balkanhalbinsel.

## Beschreibung

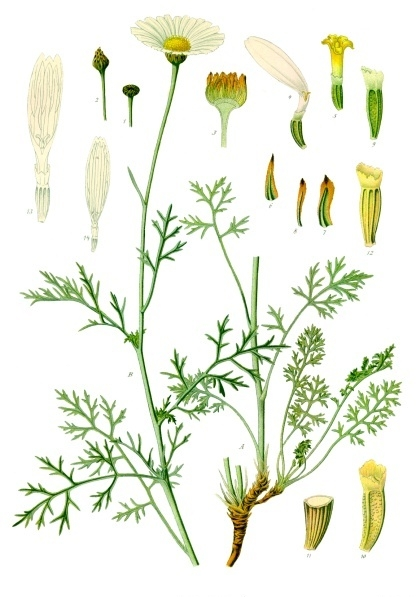
Illustration aus Köhler's Medizinalpflanzen

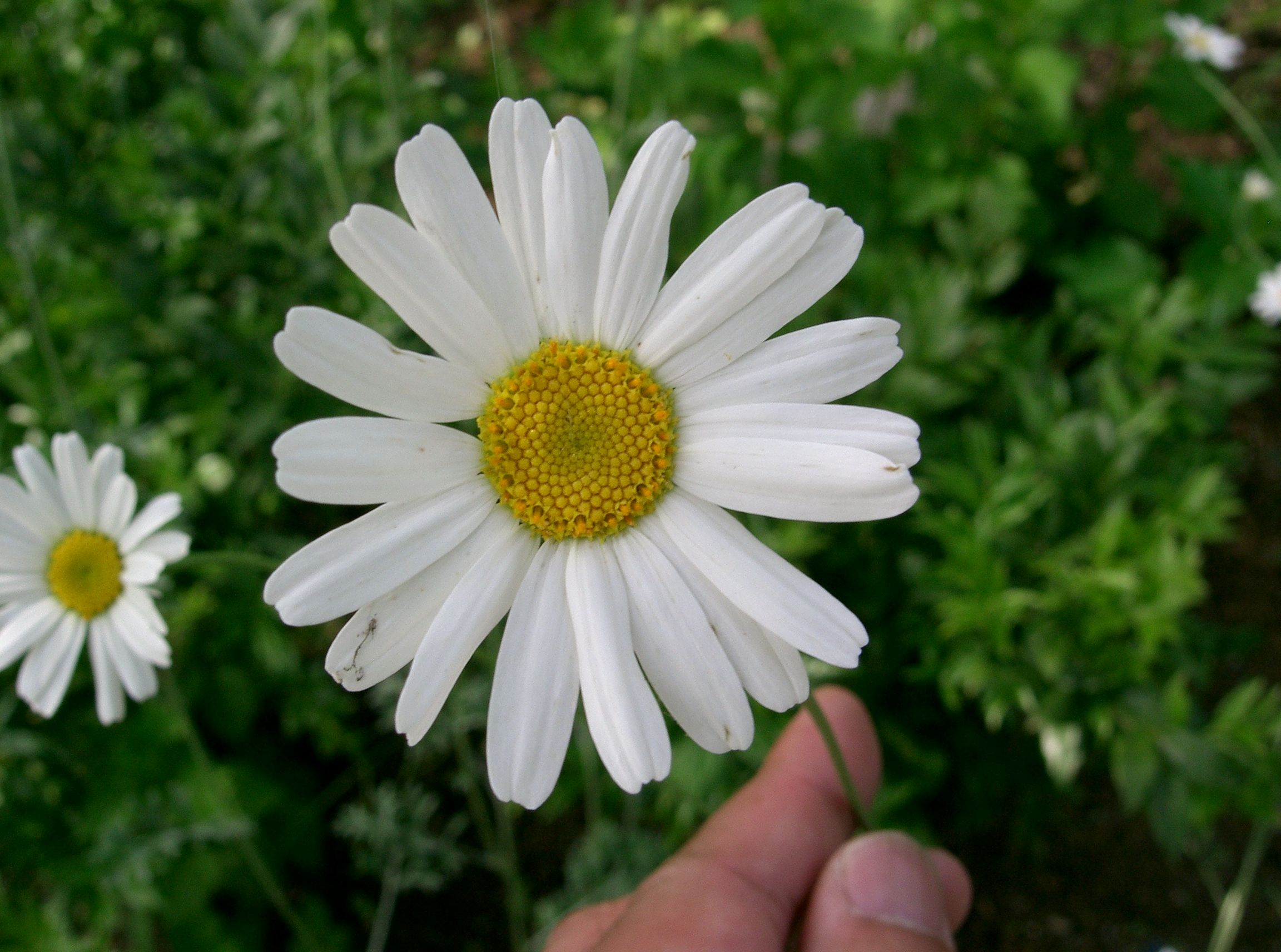
Blütenkorb im Detail mit weißen Zungen- und gelben Röhrenblüten

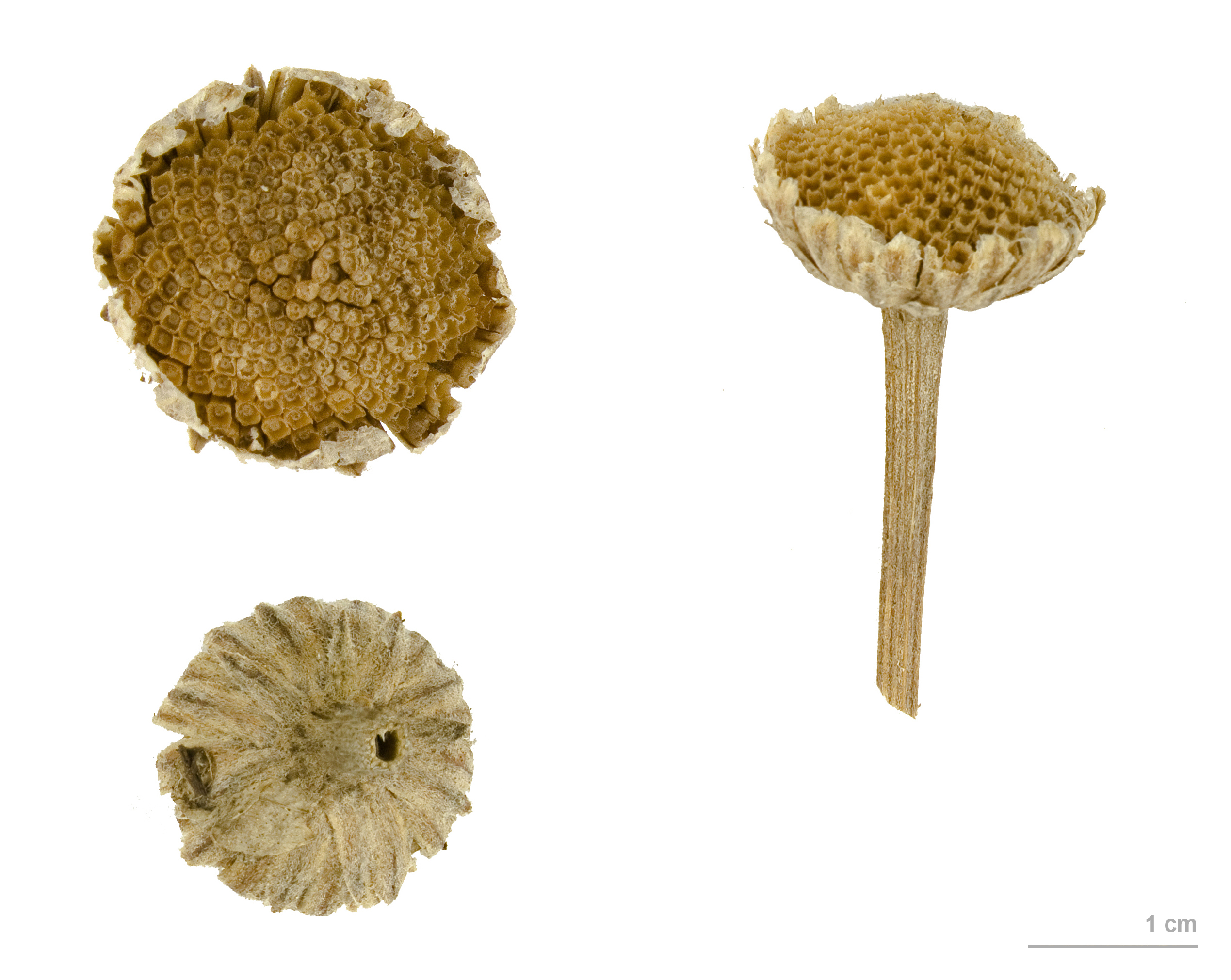
Fruchtstände

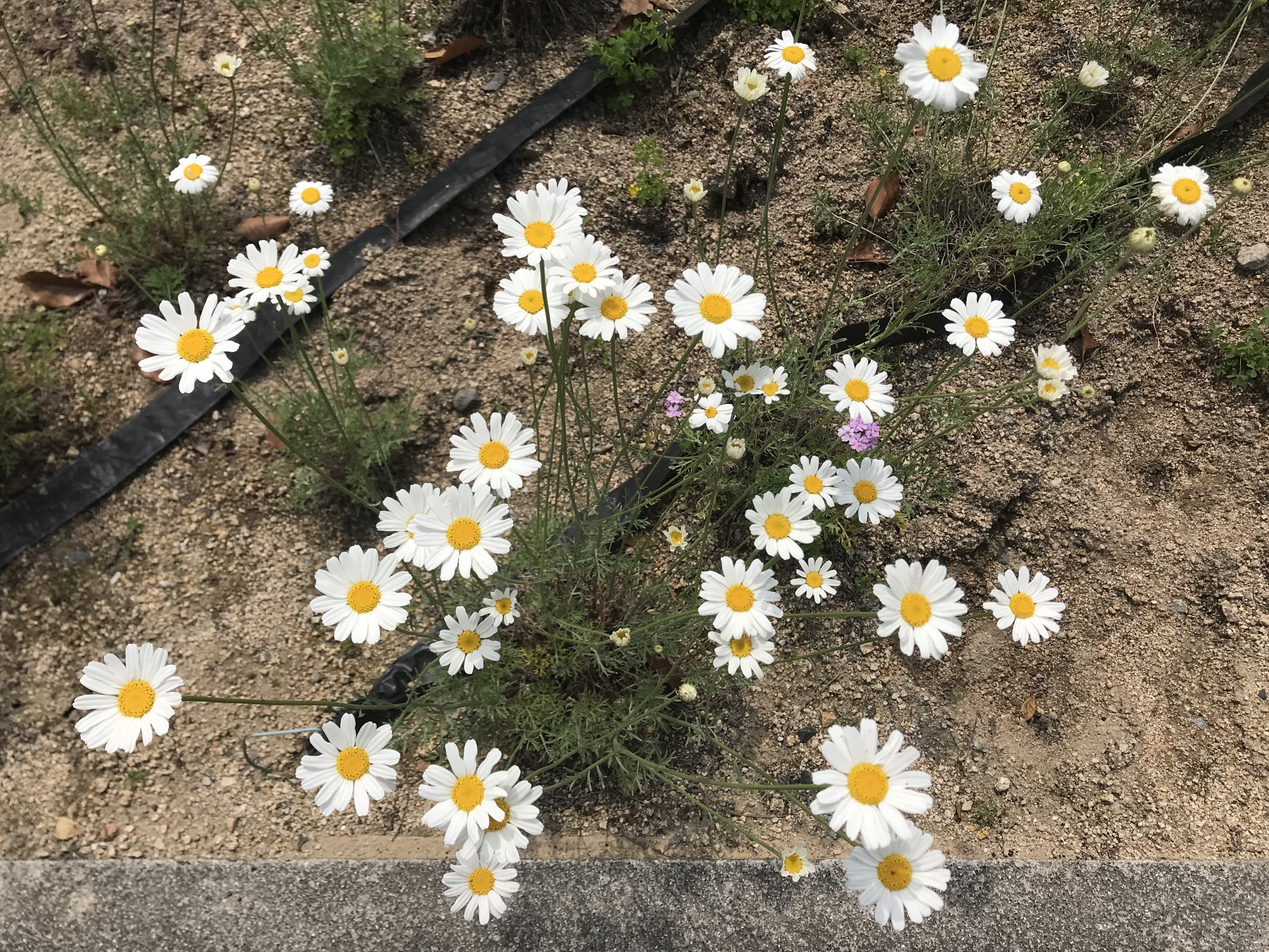
Habitus und Blütenkörbe

### Vegetative Merkmale
Die Dalmatinische Insektenblume ist eine ausdauernde krautige Pflanze und erreicht Wuchshöhen von meist 30 bis 60 (17 bis 70) Zentimetern. Als Überdauerungsorgan wird ein verholzendes, horizontales Rhizom mit einem Durchmesser von bis zu 5 Millimetern gebildet. Je Pflanzenexemplar werden einige sterile Blattrosetten und mehrere blühende Stängel gebildet. Die aufrechten oder an ihrer Basis etwas gebogenen, einfach oder ab ihrer Basis wenig verzweigten Stängel sind dicht anliegend silbergrau filzig bis flaumig behaart; diese T-förmigen oder gabeligen Trichome sind bis zu 2 Millimeter lang; es können sitzende Drüsen vorhanden sein. Die Pflanzenteile strömen einen stark aromatischen Duft aus.
Die meist grundständig und wenigen am Stängel angeordneten Laubblätter sind in Blattstiel und -spreite gegliedert. Der Blattstiel der Grundblätter ist 10 bis 15 oder bis zu 20 Zentimeter lang. Die Blattspreite ist meist kürzer als der Blattstiel. Die doppelt oder dreifach fiederschnittige Blattspreite ist im Umriss bei einer Länge von 1,5 bis 4 Zentimetern sowie einer Breite von 1 bis 2 Zentimetern eiförmig, elliptisch oder länglich. Beide Blattseiten sind dicht anliegend silbergrau flaumig bis filzig mit T-förmigen oder gabeligen Trichomen behaart oder an der Oberseite verkahlend. Die drüsig punktierten Blattabschnitte sind bei einer Breite von 0,75 bis 2 Millimetern linealisch-länglich oder linealisch-lanzettlich. Die oberen Blattabschnitte enden mehr oder weniger spitz. Die unteren bis mittleren Stängelblätter sind den Grundblättern ähnlich, aber nur kurz gestielt. Die oberen Stängelblätter sind kleiner und annähernd sitzend und nur schwach geteilt.

### Generative Merkmale
Die Blütezeit reicht von Juni bis September oder in der Schweiz von Mai bis Juni. Der Korbschaft ist mit einer Länge von 14 bis 30, oder manchmal mehr Zentimetern relativ lang und drüsig behaart; an ihm befinden sich relativ weit voneinander entfernt angeordnete, bei einer Länge von 4 bis 15 Millimetern linealische bis fiederteilige Blätter. Die körbchenförmigen Blütenstände stehen meist einzeln und endständig oder zu dritt bis zehnt in lockeren, schirmtraubigen Gesamtblütenständen. Die Blütenkorbhülle (Involucrum) ist bei einer Höhe von 8 bis 10 Millimetern und einem Durchmesser von 1,2 bis 1,5 Zentimetern oder 1,8 bis 2 Zentimetern oder 2 bis 3,5 Zentimetern becherförmig oder breit-glockenförmig. Die in vier Reihen angeordneten Hüllblätter sind auf der Außenseite gräulich flaumig behaart, ledrig bis krautig und hell berandet. Die äußeren Hüllblätter sind krautig und bei einer Länge von 3,5 bis 5,5 Millimetern sowie einer Breite von 1,5 bis 2 Millimetern lanzettlich oder eiförmig-dreieckig mit mehr oder weniger zugespitztem oberen Ende; die mittleren bis inneren sind bei einer Länge von 5 bis 7,5 Millimetern sowie einer Breite von 1,5 bis 2,5 Millimetern länglich lanzettlich bis breit-linealisch mit stumpfem oberen Ende und am Rand weiß trockenhäutig. Der konvexe Korbboden weist einen Durchmesser von 5 bis 6 Millimetern auf.
Die Blütenkörbe weisen einen Durchmesser von 3,5 bis 6 Zentimetern auf und enthalten 12 bis 15, selten bis zu 20 Strahlenblüten sowie viele (über 100) Scheibenblüten. Die weißen, 1 bis 1,5, selten bis zu 2,5 Zentimeter langen Zungenblüten besitzen eine 1 bis 1,5 Millimeter lange Kronröhre und eine bei einer Länge von 7 bis 15 Millimetern sowie einer Breite 3 bis 6 Millimetern längliche bis breit-elliptische, etwas gefurchte Zunge, die dreilappig endet. Die intensiv gelben und 5,5 bis 7 Millimeter langen Röhrenblüten haben eine bei einer Länge von 1,5 bis 2,5 Millimetern sowie einem Durchmesser von 0,5 bis 0,8 Millimetern fast zylindrische Kronröhre, die in fünf etwa 0,5 Millimeter langen sowie etwa 0,5 Millimeter breiten Kronzähnen endet. Die etwa 1 Millimeter langen Staubbeutel besitzen an ihrem oberen Ende 0,1 bis 0,15 Millimeter lange Anhängsel. Die Griffel enden in zwei langen Griffelästen.
Die mehr oder weniger glänzenden, gelblich-braunen Achänen sind bei einer Länge von 2,75 bis 4 Millimetern sowie einer Breite von 0,7 bis 1 Millimetern verkehrt-kegelförmig oder länglich, haben meist fünf Längsrippen oder es wird auch als deutliche fünfkantig bezeichnet und sind mit feinen Drüsen besetzt. Der Pappus ist kronenförmig, 0,5 bis 1,1 Millimeter lang und unregelmäßig fein gezähnt.

### Chromosomensatz
Die Chromosomengrundzahl beträgt x = 9; es liegen unterschiedliche Ploidiestufen vor mit Chromosomenzahl 2n = 18, 24, 27, 29, 31, 34 oder 36.

## Verbreitung
Tanacetum cinerariifolium kommt nur auf der Balkanhalbinsel in Kroatien, Bosnien und Herzegowina, Montenegro und Albanien vor. In vielen weiteren Ländern wird sie angebaut und verwildert dort auch. In Osteuropa, in Österreich, in der Schweiz, in Italien, Spanien, Frankreich, in Russland, in der Ukraine und auf Zypern ist sie ein Neophyt.

## Systematik
Die Erstbeschreibung erfolgte 1820 unter dem Namen (Basionym) Pyrethrum cinerariifolium durch Ludolph Christian Treviranus in Index Seminum Hort. Bot. Wratislav. App. 2, S. 2. Das Artepitheton cinerariifolium bezieht sich darauf, dass die Laubblätter denen der Aschenpflanze (Synonym Cineraria maritima (L.) L.) ähnlich sein sollen. Die Neukombination zu Tanacetum cinerariifolium (Trevir.) Sch.Bip. wurde 1844 durch Carl Heinrich Schultz in Ueber die Tanaceteen: mit besonderer Berücksichtigung der deutschen Arten, Haardt 58 veröffentlicht. Ein weiteres Synonym für Tanacetum cinerariifolium (Trevir.) Sch.Bip. ist Chrysanthemum cinerariifolium (Trevir.) Vis.
Die Art Tanacetum cinerariifolium gehört zur Sektion Tanacetum sect. Pyrethrum (Zinn) Rchb. fil. aus der Gattung Tanacetum innerhalb der Familie Asteraceae.

## Inhaltsstoffe
In den Sekreten der Drüsenhaare, die sich im Blütenkörbchen befinden sowie in den Sekreten der Ölgänge des Fruchtknotens und der Blütenhüllblätter kommen zwei Pyrethrine und zwei Cinerine vor, aus denen Insektizide hergestellt werden können.

## Nutzung
Die Dalmatinische Insektenblume wird neben anderen zur Erzeugung des Insektizids Pyrethrum angebaut. Verwendet werden dafür die getrockneten Blütenkörbe, die 1,3 bis 2 Prozent Pyrethrin enthalten.
Der Anbau erfolgt vor allem in Indien, Pakistan, Sri Lanka, China, Australien und USA. Auch in Afrika wird sie angebaut.